# Museum Sankt Veit an der Glan
Das Museum für Verkehrs- und Stadtgeschichte in Sankt Veit an der Glan ist ein 2004 am Hauptplatz der Stadtgemeinde eröffnetes Museum, das unter einem Dach die Verkehrsgeschichte der Region sowie die Stadtgeschichte von St. Veit präsentiert. Es ging aus mehreren Vorgängerinstitutionen hervor und wird gemeinsam vom Verein Verkehrsmuseum St. Veit und der Stadtgemeinde betrieben.

## Entstehungsgeschichte des Museums
Die Museumslandschaft der Stadt St. Veit war jahrzehntelang dadurch gekennzeichnet, dass es einzelne, verstreute kulturelle Einrichtungen in der Stadt wie z. B. das 1886 gegründete Stadtmuseum in der Burg, das Trabantenmuseum im ehemaligen Bürgerspital und das 1982 gegründete Eisenbahnmuseum im Rathaus und danach als Verkehrsmuseum in der ehemaligen Haushaltungsschule (ab 1987) gab.
Im Jahr 2003 reifte der Beschluss der Verantwortlichen ein Zentrum für alle Museen der Stadt St. Veit zu schaffen. Man beschloss, dass bestehende Haus am Hauptplatz Nr. 29, welches ab 1987 das Verkehrsmuseum beherbergt, großzügig und behindertengerecht auszubauen. Am 17. November 2003 wurde nach Saisonende die Baustelle eingerichtet und mit dem Umbau begonnen. Es wurde das bestehende Stiegenhaus abgetragen und neben einem Panoramalift ein Glaszubau neu errichtet. Das Dachgeschoß wurde großzügig ausgebaut und präsentiert nun die Bereiche der Stadtgeschichte, eine 900-jährige Stadtvergangenheit. Das Museum St. Veit bietet nun seinen Besuchern die Möglichkeit, auf einer Fläche von 1000 m² alle bisher in der Stadt verstreuten musealen Einrichtungen in einem Zentrum zu besuchen, und den Verantwortlichen eine geeignete Umgebung, um über 3000 Exponate zu bewahren, zu erforschen und zu vermitteln.
Das Museum ist auf die Schwerpunkte

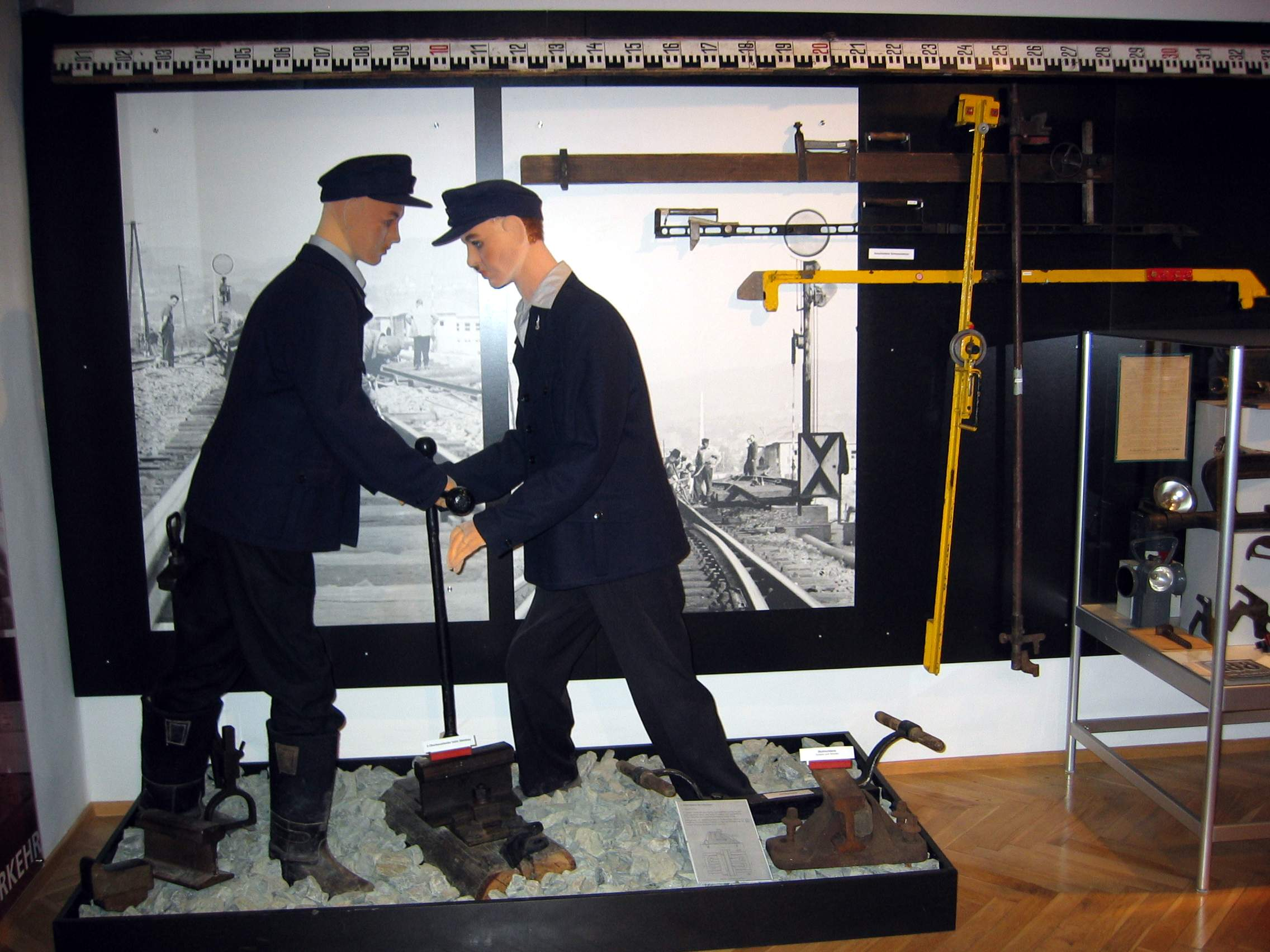
Gleisarbeiter

- Eisenbahn - von der Pferdeeisenbahn bis zur E-Lok
- Modelleisenbahnanlagen - Spur H0 und G
- Fahrsimulator - eines Triebwagens 4030 – „Jeder kann Lokführer sein“
- Gendarmerie - von 1848 bis 2005
- Motorisierung - vom Rad bis zum Marcuswagen
- Post & Fernmeldewesen - Geschichte Post und Fernmeldewesen
- Stadtgeschichte - Trabanten und Goldhaubenfrauen, Kärntner Abwehrkampf 1918-1920 und Volksabstimmung

ausgerichtet.
Darin sollen ihre Auswirkungen auf den Menschen, die Gesellschaft, die Politik, die Wirtschaft und die Umwelt in Vergangenheit, Gegenwart und Zukunft kulturwissenschaftlich fundiert dargestellt werden. Prioritäres Ziel der Umsetzung dieser Vision ist die Sammlung, die Restauration, die Erhaltung und die öffentliche Ausstellung von historischen Exponaten zu den angeführten Themenschwerpunkten.
Das Museum St. Veit wird vom Verein Verkehrsmuseum St. Veit und der Stadtgemeinde St. Veit gemeinsam geführt.
Im Jahr 1998 erhielt das Verkehrsmuseum das Kärntner Museumsgütesiegel und 2008 das neu entstandene Museum St. Veit das Österreichische Museumsgütesiegel. 2018 wurde das Museum zum Kinder- und Familienfreundlichsten Ausflugsziel von Mittelkärnten gewählt.

## Museumsgebäude

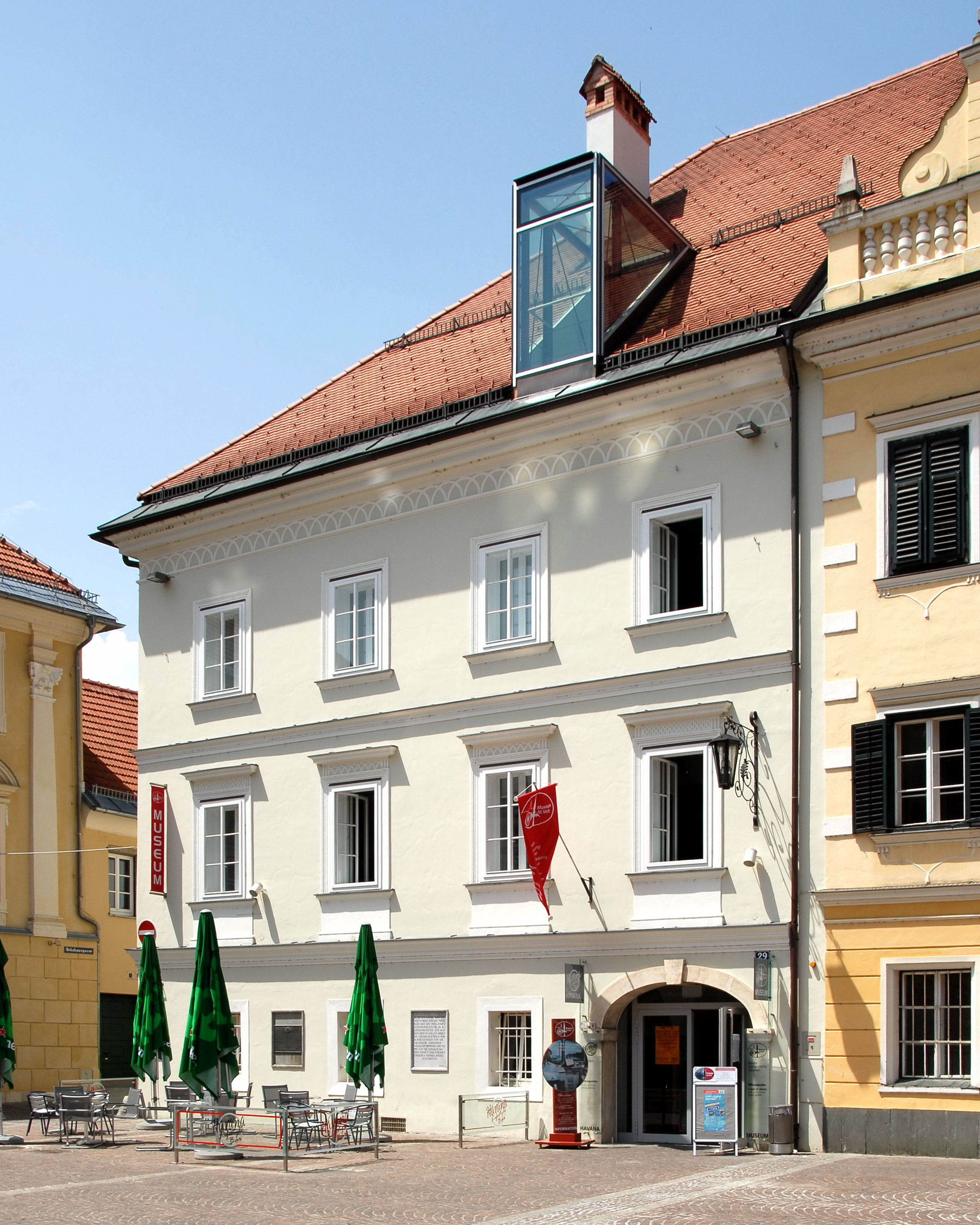
Museum für Verkehrs- und Stadtgeschichte am Hauptplatz

Das Museumsgebäude befindet sich an der Nord-West-Ecke des Hauptplatzes von St. Veit. Johanna Dickmann Secherau geborene von Schwerenfeld hat mit Schenkungsurkunde/Wien 24. Oktober 1829 das Haus der Stadt zur Unterbringung einer deutschen Schule geschenkt. Da es eine halbe Brandstätte war, hatte die Stadt weder die Mittel noch in damaliger Zeit auch die Verpflichtung, das Gebäude dem gedachten Zwecke zuzuführen. 1856 vermachte Fräulein Rosalia Milessi in ihrem Testament ein Legat von 4000 Gulden zur Errichtung einer Mädchenschule, in der Schulschwestern unterrichten sollten. Dieses Legat wurde von Frau Franziska Rainer, geb. Buzzi auf 8000 Gulden ergänzt. Nun richtet die Gemeinde das Gebäude her und übergab es 1860 den Schulschwestern zu Kaltern in Tirol, die die Schule allmählich zu einer vierklassigen Privat-Mädchenschule mit Öffentlichkeitsrecht erweiterten und der weiblichen Jugend von St. Veit durch ein halbes Jahrhundert das Bildungsgut vermittelten. Im Jahre 1911 zogen sich die Schulschwestern ins Mutterhaus zurück. Seit 1912 dienten die Räumlichkeiten den Volks-, Bürger- und Hauptschulen zur Unterbringung von Notklassen. Vom September 1919 bis März 1920 war in dem Haus der Sitz der Landesagitationsleitung. Unter schwierigen politischen Umständen wurden hier unter Leitung von Arthur Lemisch die grundlegenden Voraussetzungen für die Kärntner Volksabstimmung von 1920 geschaffen. Seit 1932 wurde es als Haushaltungsschule verwendet. 1985 übersiedelte die Haushaltungsschule in das Schulzentrum und das Gebäude wurde von der Stadtgemeinde unter dem Bürgermeister Friedrich Wolte als Museum adaptiert. Am 20. Juni 1987 konnte hier das Verkehrsmuseum, welches ursprünglich aus dem Eisenbahnmuseum (gegr. 27. August 1982, in einem Raum im Rathaus) entstand, eröffnet werden.
Nach dem Umbau 2003/04 entstand das Museum St. Veit, Unterbringung des Verkehrsmuseum sowie des Stadtmuseums (letzteres vorher bis 2003 in der Burg). Die alte Steinmauer zur Bräuhausgasse musste altersbedingt (etliche Meter eingebrochen) durch den Umbau abgetragen werden und es entstand eine Betonmauer. Neben vielen Umbauarbeiten wurden ein Stiegenhaus mit einem Panoramalift und ein Glaszubau und ein Lapidarium errichtet. Außerdem wurde das Dachgeschoß ausgebaut. So wurde aus dem bescheidenen Eisenbahnmuseum der ersten Stunde das Museum St. Veit (1 Museum – 7 Themen), in dem alle musealen Einrichtungen der Stadt St. Veit an der Glan beheimatet sind. Am 21. August 2004 wurde das Museum St. Veit offiziell eröffnet.
Das Gebäude steht unter Denkmalschutz (Listeneintrag).

## Abteilung Verkehrsgeschichte

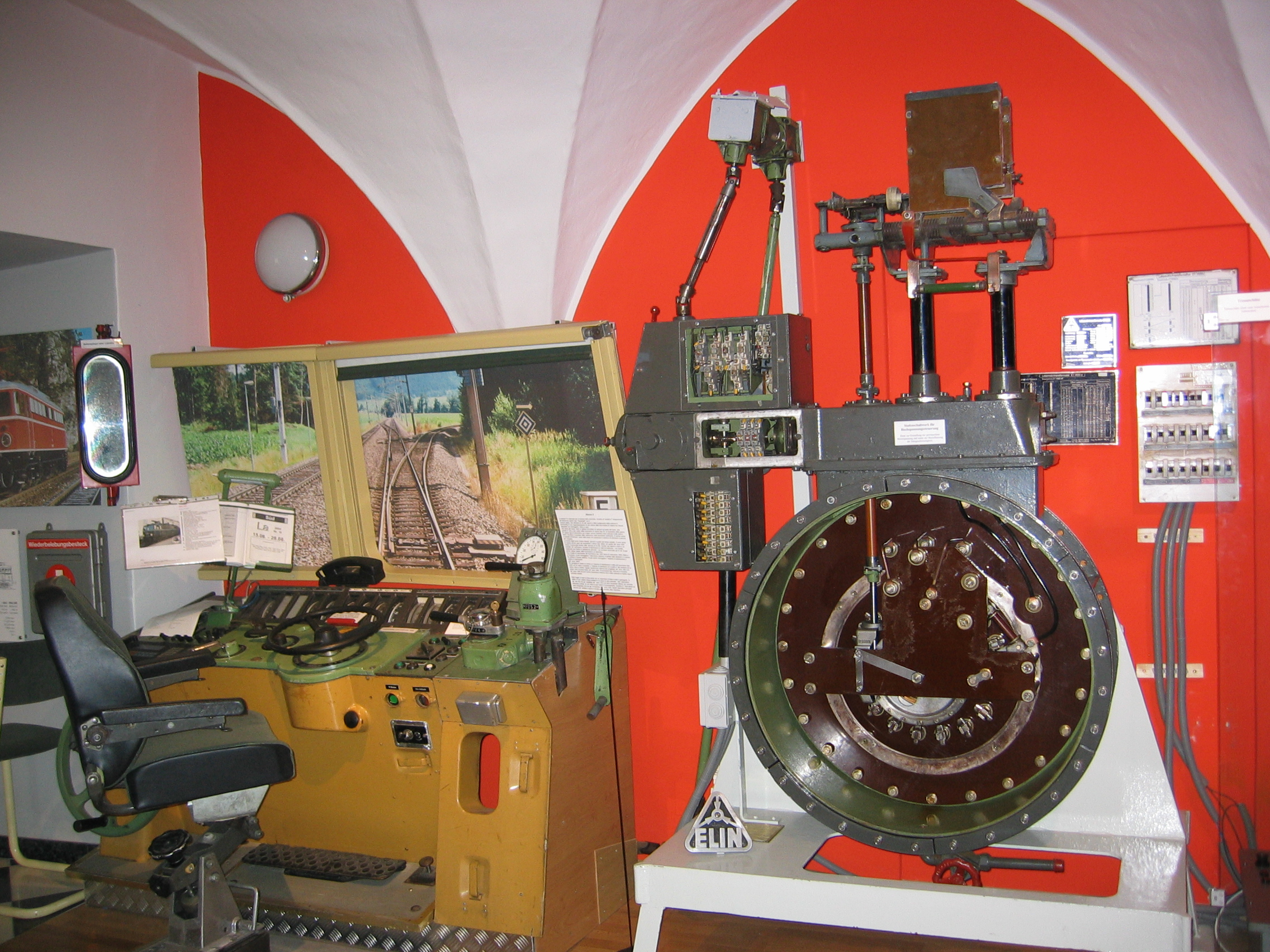
Funktionsfähiger Führerstand Rh 1042

In den ersten beiden Stockwerken präsentieren sich die Verkehrsgeschichte, das Post- und Fernmeldewesen und der Modellbau. Da diese Räumlichkeiten schon vor dem Aus- bzw. Umbau das Verkehrsmuseum beheimateten, führte man in den einzelnen Räumen Adaptierungsmaßnahmen durch und wählte neue Formen der Gestaltung und legte Augenmerk auf interaktive Präsentationsformen.
Die Entwicklung der Eisenbahn beginnt mit der Pferdeeisenbahn und endet mit der E-Lok, umfasst Gleisbau und Signaldienst. Auch der Bereich des Bahnhofsdienstes bzw. der „Eisenbahner“ als neuer Berufstyp wird präsentiert. Der Maschinendienst behandelt das Dampfzeitalter bis zur Elektrifizierung und zeigt den Teil eines Führerstandes einer Dampflokomotive und einen funktionsfähigen Führerstand einer Lokreihe 1042. Das Thema Elektrifizierung wird anschaulich durch einen vom Führerstand bedienbaren Stromabnehmer gezeigt.
Die Geschichte der Motorisierung reicht von der Säumerei über die Erfindung des Marcuswagens bis zum Verbrennungs- und Ottomotor. Auch wird dem Ende der Gendarmerie in Österreich mit einer Dauerausstellung gedacht. In einem speziellen Ausstellungsbereich „lebt“ der Wachkörper weiter.
Post- und Fernmeldewesen zeigen die historische Entwicklung des Nachrichtentransportes. Ein funktionsfähiges Hebdrehwählamt und ein originales Postamt, das bis 1980 in Fresach in Verwendung war, veranschaulichen diesen Bereich.

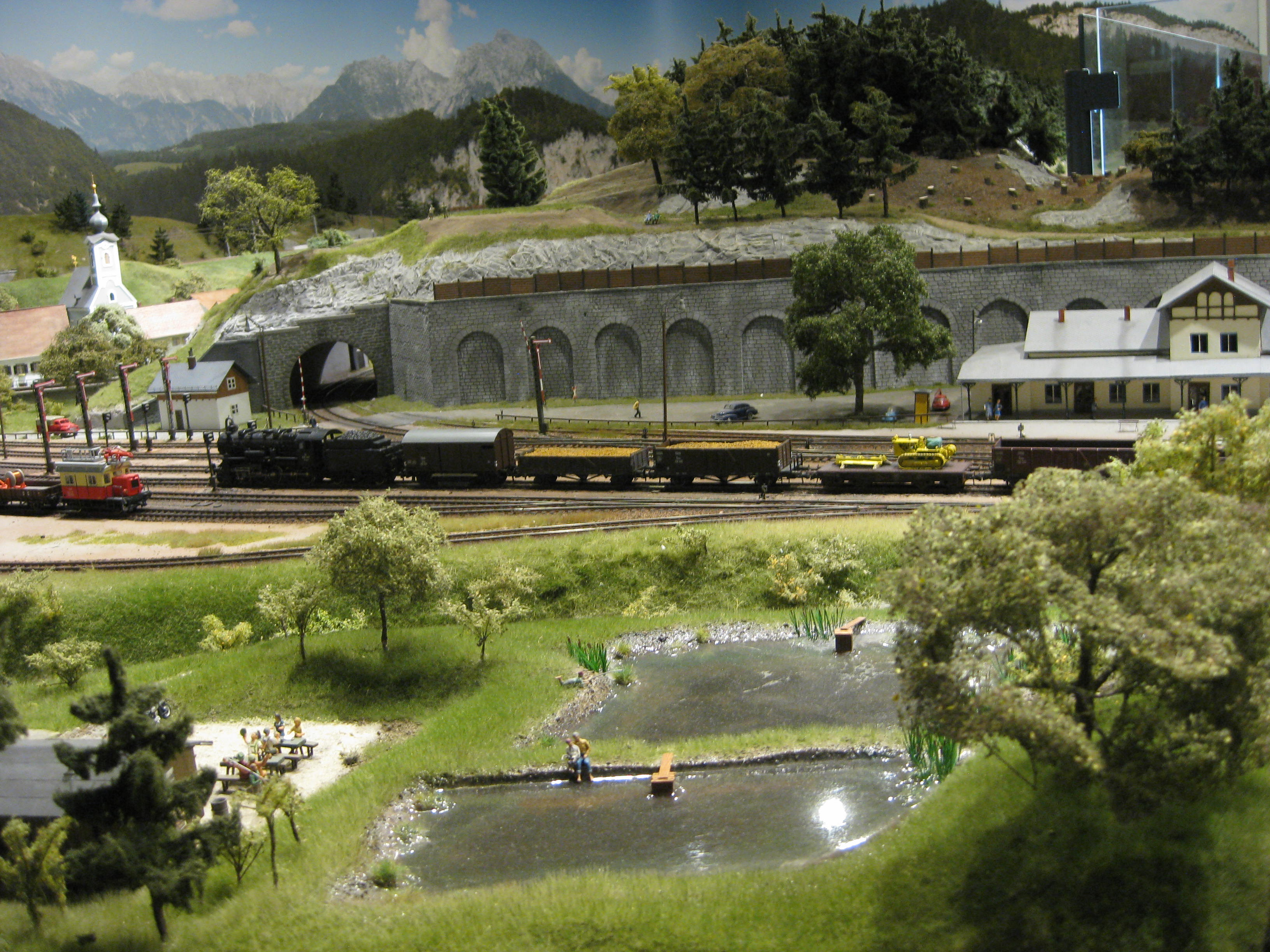
Hieflau Personenbahnhof - Modellbahn

Ein besonderes Highlight ist eine Modelleisenbahnanlage in Nenngröße H0. Auf 42 m² zeigt die Modellbahnanlage den Nachbau der Bahnhofsanlagen und der Zugförderung mit Drehscheibe von Hieflau im steirischen Ennstal und den Bahnhof Maria Rain bei Klagenfurt nach Originalplänen aus den Jahren 1956 bis 1970. Die voll digitalisierte Anlage (Rautenhaus Digital mit Traincontroller Gold 8.0) erstreckt sich über 2 Räume und weist eine Gleislänge von 300 m auf. Auf der Anlage sind insgesamt 80 Weichen, ausgestattet mit voll funktionsfähigen und beleuchteten, vorbildgerechten Weichen-Laternen, und 55 Signale, welche ebenso wie die funktionsfähigen Sperrschuhe mittels Servos angetrieben werden. Die Drehscheibe wird mittels Schrittmotor gesteuert, so dass auch im Heizhaus ein vorbildgerechter Betrieb stattfindet. Derzeit verkehren 31 Züge nach zwei verschiedenen Fahrplänen in epochengerechter Zusammenstellung.
Die Anlage wurde von Helmut Pressen mit seinem Team im Jahre 1986/87 geplant und gebaut.
Die landschaftsmäßige Neugestaltung der Anlage und die Digitalisierung sowie die Ausbauarbeiten werden seit 1. April 2007 unter der Leitung von Josef Wastian mit drei Mitarbeitern durchgeführt. Die Anlage enthält handgemachte Modelle von über 1.000 Bäumen (Laub- und Nadelbäume), unzähligen Büsche, den Flussbetten der Enns und des Erzbaches, maßstabsgetreue Nachbildungen der Pfarrkirche von Hieflau und einer Harpfen (ein Trockengerüst zur Trocknung von Getreide aus Kärnten) sowie viele andere Details. Auch ein Tag- und Nachtbetrieb mit einer Raumlichtsteuerung wird simuliert.
Auf dem Dach der Glasaula wurde 2005 eine von Helmut Sablattnig († 2014) geplante Garteneisenbahn errichtet, für die auch der St. Veiter Personenbahnhof maßstabgerecht nachgebaut wurde. Wegen eines Wassereinbruchs musste diese Anlage abgebaut werden. Dafür entstand im Hof des Museums eine neue Gartenbahn.
Eine weitere Attraktion des Museums St. Veit ist der weltweit einzige „Fahrsimulator eines Elektrotriebwagens 4030“. Mit dieser Anlage ist eine Simulation der Führung eines Triebwagens 4030 möglich. Alle Schalt- und Bedienelemente sind aktiviert und alle Abläufe und Funktionen entsprechen dem Original. Besucher des Museum St. Veit können sich so den „Kindheitstraum“ Lokführer erfüllen.
Ein Vorführraum ist mit Originalteilen eines Triebwagens 4030 und Sitzbänken eines 2. Klasse-Personenwagens ausgestattet. Zu sehen ist die Front des Triebwagens, in dem sich der Führerstand mit dem Fahrsimulator befindet.

## Abteilung Stadtgeschichte
Im neu ausgebauten Dachgeschoß wird die 900-jährige Stadtgeschichte von St. Veit durch zahlreiche kulturhistorisch wertvolle Exponate dokumentiert. Bei der Adaptierung des Dachgeschoßes wurde eine zusätzliche Ebene in Form einer Galerie eingezogen. Bei der Gestaltung dieses Bereiches konnte man auf einen reichen kunsthistorischen Fundus an Exponaten aus dem ehemaligen Stadtmuseum zurückgreifen, wobei aufgrund der Ausstellungsfläche nicht alle Objekte gezeigt werden können und in zusätzlichen Depoträumen untergebracht werden. Somit ist es den Museumsverantwortlichen aber möglich, alleine aus dem vorhandenen Bestand Sonderausstellungen durchzuführen.
Die Stadtgeschichte wurde thematisch aufbereitet und schlägt einen breiten historischen Bogen mit den Schwerpunkten:
- St. Veit als Stadt

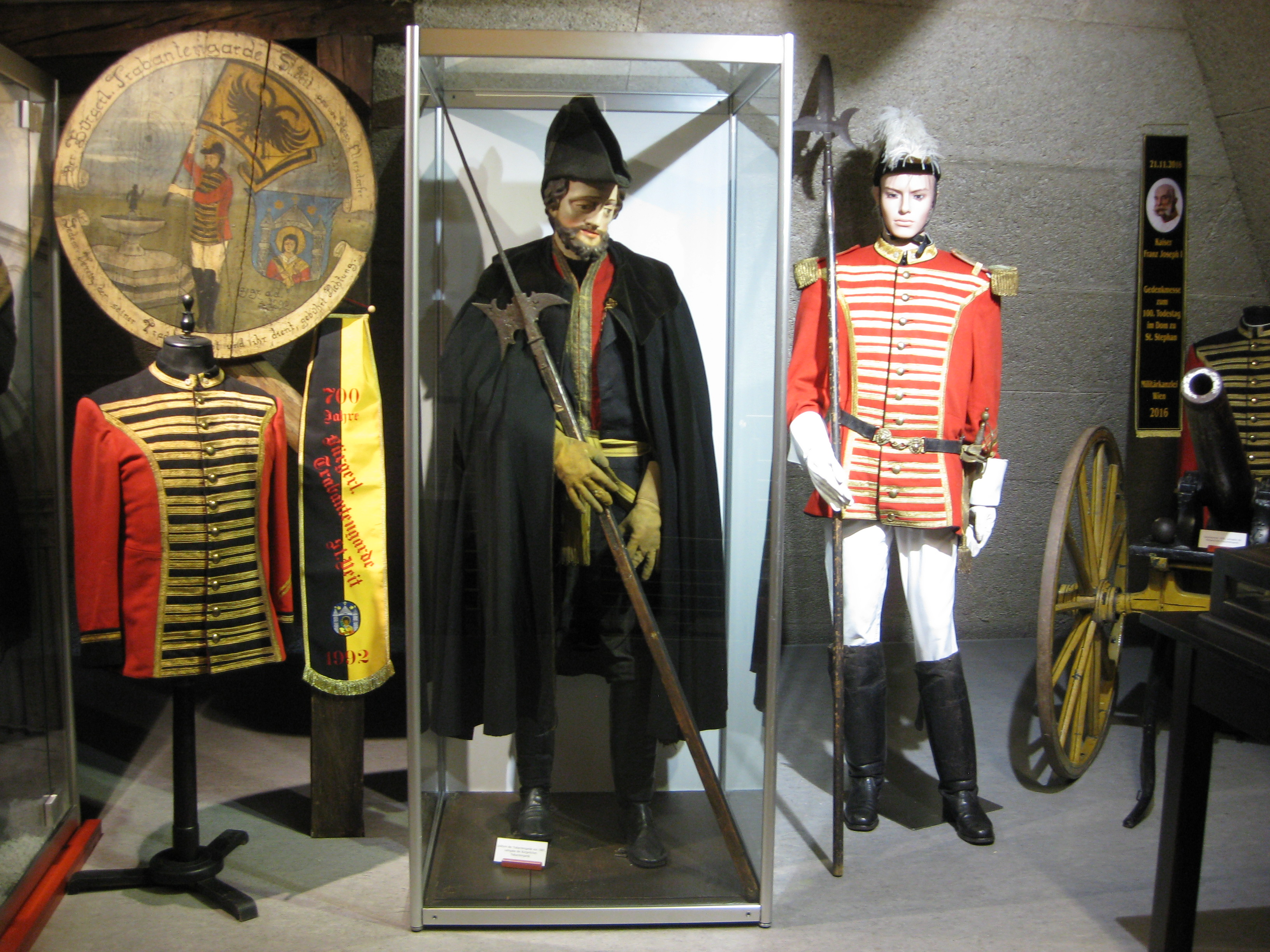
Uniform der Trabanten bis 1881 und bis heute

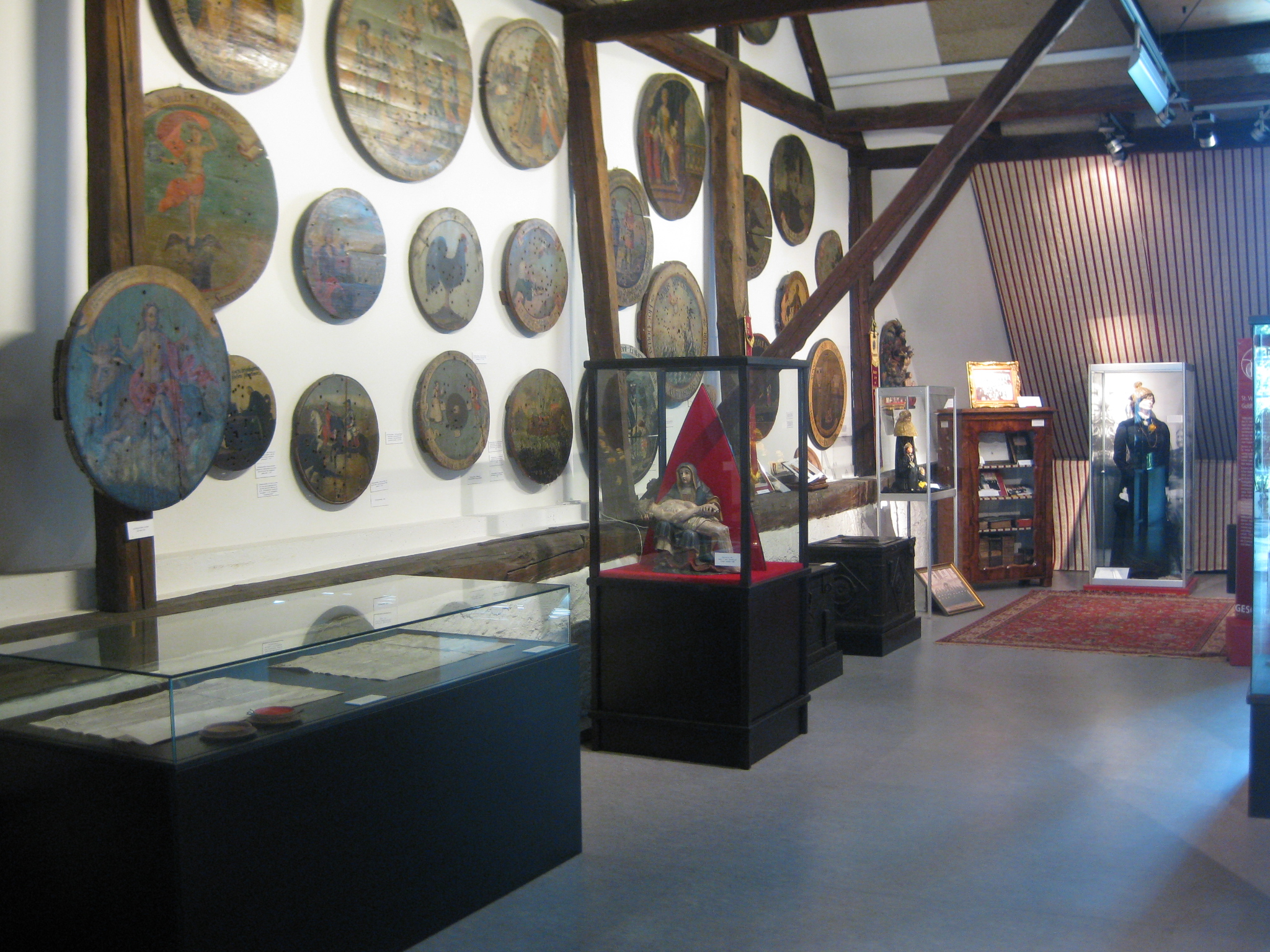
Gesamtansicht

- St. Veit unter den Habsburger Herzögen
- Die Eisenstadt St. Veit mit Mineralien aus Hüttenberg
- Kunst und Kultur in St. Veit
- Der St. Veiter Porträtmaler August Prinzhofer
- Bergbau, Handel und Gewerbe
- „St. Veiter Kreis“
- Münzwesen
- Trabanten
- St. Veiter Bürger-Goldhauben-Frauen
- Barocke Schützenscheiben
- Kärntner Abwehrkampf mit Volksabstimmung 1918-1920

Im Bereich der Stadtgeschichte ist man besonders stolz auf eine große Sammlung an barocken Schützenscheiben, von denen das Museum 74 Stück besitzt.
Das Lapidarium mit Römersteinen, Burgfriedsteine und Grabplatten runden den stadtgeschichtlichen Teil ab. Im Hof befinden sich eine Postkutsche (1900), Exponate aus dem Eisenbahnbereich wie ein Treibrad einer Lok Rh 52, Signale und Kennzeichen, Zugzieltafeln, Gleisstopfer, Bahnhofsschilder und Säulen vom Vordach des Bahnhof Maria Saal.

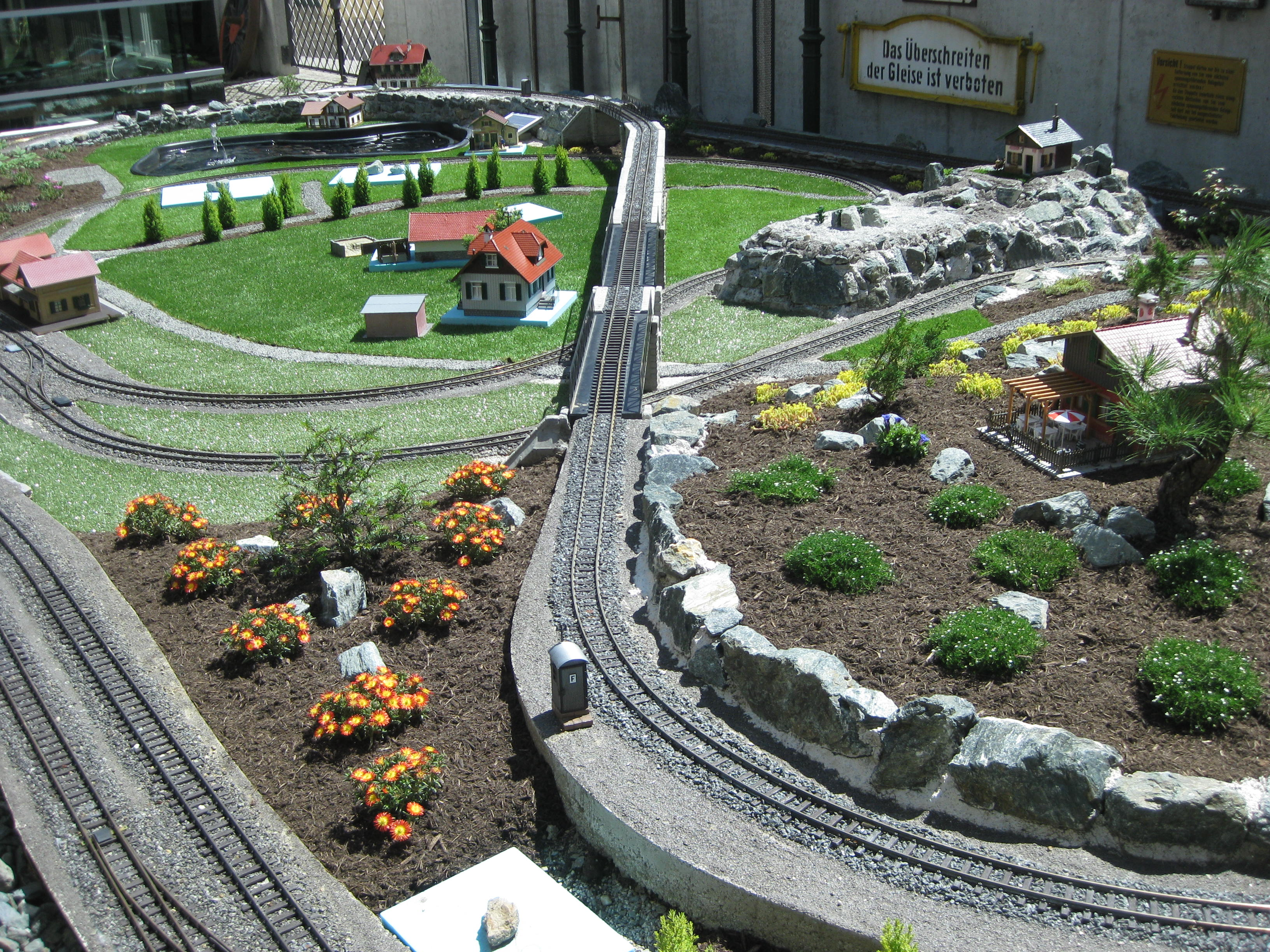
Garteneisenbahn 2020

Seit 2020 ist die neue Gartenbahnanlage in Betrieb. Vier Züge mit abwechselnden Lokomotiven und Wagenzusammenstellung ziehen in einer schön gestalteten Landschaft mit Bergen, einem Teich, Häusern und vielen Figuren ihre Kreise.
Im Sinne eines modernen Museums versuchen die Verantwortlichen Aktivitäten im Museum zu setzen (Sonderausstellung „Altes Spielzeug“ zur Weihnachtszeit 2004, Ausstellung über „Terrakottasoldaten aus Xi’an – China“ 2005, Hobbykünstler zur Weihnachtszeit 2005, Schützenscheibenausstellung 2006, 125 Jahre Goldhauben 2010, 150 Jahre Chor 63 u. Mineralien aus Hüttenberg 2013. 130 Jahre Stadtmuseum 2016, Ausstellung mit Broschüre „Hauptplatz einst und jetzt“ 2017, 150 Jahre „Kronprinz Rudolfbahn“ mit Broschüre und Postgeschichten und Ansichtskarten von St. Veit 2018, 100 Volksabstimmung mit Erklärvideo 2020).
In einer Erinnerungsecke im Dachgeschoß wird an bedeutenden Stadtbürger erinnert und Festabende gestaltet: Heimatdichterin Grete Panger 2010, Gertrude Weitensfelder-Anger 2017 und Franz Koch „Klarinettenfranz“ 2019.

## Verein „Verkehrsmuseum St. Veit“
Bereits in den 1970er-Jahren wurde von St. Veiter Eisenbahnern begonnen, museale Gegenstände aus dem Bereich der Eisenbahn zu sammeln, welche schließlich auch in einer Ausstellung öffentlich gezeigt wurden. Die Ausstellung fand so starkes Interesse, dass im Jahre 1982 der Eisenbahn Museumsverein St. Veit an der Glan gegründet wurde und es konnte bald darauf im Rathaus der Stadt, in den ehemaligen Räumen der Stadtpolizei, ein bescheidenes Museum eröffnet werden.
Bald reichte der vorhandene Raum nicht mehr aus und die Ausstellung zog in das frei gewordene Gebäude, Hauptplatz 29, welches heute das Museumszentrum beherbergt.
Unter Mitwirkung der Wirtschaftskammer St. Veit an der Glan und der Post- und Telegraphendirektion Kärnten wurde das Museum mit dem Bereich Straßenverkehr und dem Post- und Fernmeldewesen erweitert und es entstand das Verkehrsmuseum, welches am 20. Juni 1987 eröffnet wurde.
Die Namensänderung des Vereines im Jahre 2004, als aus dem Verkehrsmuseum das Museum St. Veit hervorging, auf Verkehrsmuseum St. Veit bezweckt vordergründig die Erhaltung und Pflege von Gegenständen im Besonderen aus dem Bereich Verkehr (Eisenbahn, Post und Telekom, Straßenverkehr).
Der Verein, dessen Tätigkeit nicht auf Gewinn gerichtet ist, bezweckt vordergründig die Erhaltung und Pflege von Ausstellungsstücken. Dies geschieht vor allem durch Sammeln und Zurverfügungstellen von überlassenen und gekauften Ausstellungsstücken im Besonderen aus dem Bereich Verkehr (Bahnanlagen, Post und Telekom, Straßenverkehr, Gendarmerie). Die im Verein gebildete „Modellbaugruppe“ ergänzt die Aufgaben mit dem Bau von Modellbahnen, den maßstabgerechten Nachbau von Betriebsstätten wie z. B. Bahnhöfen sowie der laufenden Wartung dieser Anlagen.
Die Durchführung von Ausstellungen und sonstigen Veranstaltungen bezweckt die Weitergabe von Informationen an Jugend und Erwachsene.
Er verfolgt ausschließlich und unmittelbar gemeinnützige Zwecke im Sinne der Bundesabgabenordnung, ist überparteilich und nicht auf Gewinn ausgerichtet.